# Michael Hutter
Michael Hutter (Willoughby (Ohio), 18 maart 1983) is een Amerikaans professioneel worstelaar en acteur. Hij was sinds 2018 actief in de World Wrestling Entertainment (WWE) als Ethan Carter III (EC3). Hutter was te zien in het programma NXT. Hij was ook in het verleden al eens verbonden met de federatie. Hutter worstelde tussen 2009 en 2013 voor de WWE onder de ringnaam Derrick Bateman.

## Worstelcarrière

### World Wrestling Entertainment (2006-2013)
Op 24 juli 2006, Hutter verscheen op Heat, waar hij samen met Chris Cronus in een tag team wedstrijd verloor van het duo Viscera en Charlie Haas.
Hutter maakte zijn Florida Championship Wrestling (FCW) debuut op 9 februari 2009 onder zijn ringnaam Mike Hutter. Hij verloor van Drew McIntyre. Op 19 februari veranderde hij zijn ringnaam in Derrick Bateman en hij verloor samen met Lennox McEnroe en Batemans manager, Abraham Washington van Scotty Goldman en DJ Gabriel
Op 12 augustus 2010, Hutter en zijn partner Johnny Curtis wonnen de FCW Florida Tag Team Championship van het duo Donny Marlow en Brodus Clay en de vorige kampioenen Los Aviadores (Hunico en Epico) in een three way tag team match. Na 3 maanden, Bateman en Curtis verloren hun titels aan Wes Brisco en Xavier Woods op 14 november 2010.
Tijdens de finale van seizoen 3 van NXT, men was aangekondigd dat Bateman meedoet aan seizoen 4 met Daniel Bryan als zijn mentor. Hij maakte zijn ringdebuut voor NXT en in een tag team match waarin Bateman en zijn mentor Daniel Bryan de match verloren van het duo Conor O'Brian en zijn mentor Alberto Del Rio. Hij had zijn eerste 1-tegen- match op NXT van 14 december, maar verloor van Del Rio door submission. In juni 2012 ging hij voltijds aan de slag in de NXT Wrestling. In mei 2013 liep zijn contract met de WWE af.

### Independent Circuit (2013-2018)
Nadat zijn contract met de WWE verbroken werd, zou hij voor het eerst terug in de ring wederkeren, in zijn thuisstad, Cleveland, Ohio en dat ook onder zijn echte naam. Hutter speelde onder verschillende organisaties, onder zijn TNA ringnaam, Ethan Carter III.

### Total Nonstop Action Wrestling/Impact Wrestling (2013-2018)
Hutter keerde voor het eerste terug naar het tv-scherm, onder de ringnaam Ethan Carter III. Hij begon zijn carrière in TNA, als het verwende neefje van toenmalig baas Dixie Carter. Hij maakte op 20 oktober 2013 zijn debuut op Bound For Glory (het jaarlijkse en ook gezien als grootste evenement van het bedrijf) waar hij won tegen een 'jobber' genaamd Norv Fernum. Hutter bleef langdurig in het verblijf en won er verscheidene titels, waaronder 'The TNA World Heavyweight Championship' en 'De Impact Grand Championship'. Op 15 maart 2018 nam Ethan Carter III deel aan de Feast or Fired match, waar hij de 'Pink Slip' verkreeg en dit betekende dan ook dat hij het bedrijf zou moeten verlaten. Zijn laatste optreden in Impact Wrestling was op 22 maart.

### Terugkeer naar WWE (2018-2020)
Hutter keerde op 27 januari 2018 terug op de scherm van WWE-TV. Hij had er namelijk een contract getekend voor het opleidingsprogramma van WWE genaamd, NXT. Hij zou er aan de slag gaan onder de ringnaam EC3. Zijn eerste match zou worden gespeeld worden op NXT TakeOver: New Orleans, waar hij samen met 5 andere worstelaars zou gaan vechten om de gloednieuwe 'NXT North American Championship'.
Op 15 april 2020 werd Hutter zijn contract bij WWE ontbonden wegens het coronavirus pandemie.

### Terugkeer naar Impact Wrestling (2020)
Op 18 juli 2020 keerde EC3 aan het einde van de show terug op Slammiversary in een vooraf opgenomen promo met een nieuwe look en attitude. In de aflevering van Impact op 21 juli maakte hij zijn terugkeer in de ring toen hij de zelfbenoemde TNA World Heavyweight Champion Moose aanviel en zichzelf vestigde als een gezicht in het proces.

### Ring of Honor (2020 - Heden)
In de aflevering van ROH Television op 19 oktober, maakte EC3 zijn debuut voor de promotie door een promo in de ring te geven. Daarna werd hij backstage geconfronteerd door Shane Taylor en S.O.S. (Soldiers of Savagery) waar ze hem en The Briscoes uitdaagden voor een wedstrijd die ze accepteerden.

### Onafhankelijke circuit (2020 - Heden)
Op 29 augustus was hij apart van de Day 2 Independent Wrestling Expo en versloeg hij Black Taurus in North Richland Hills, Texas. Hij maakte ook deel uit van Black Label Pro's Turbo Graps 16 Day 2 op 3 oktober en versloeg Travis Titan.

## Acteer carrière
In 2009, Hutter maakte zijn filmdebuut in een horrorfilm The House of the Devil in een kleine rol als een van de achtergrond talent.

## Prestaties
- Absulote Intense Wrestling 
  - AIW Absolute Champion (1 keer)
- Firestorm Pro Wrestling
  - Firestorm Pro Heavyweight Championship (1 keer)
- Florida Championship Wrestling
  - FCW Florida Tag Team Championship (1 keer) – met Johnny Curtis
- House of Glory
  - HOG World Heavyweight Championship (1 keer)
- Pro Wrestling Illustrated
  - Hutter werd in 2016 verklaard, in de PWI 500, als de 20ste beste worstelaar van dat jaar
- Total Nonstop Action Wrestling/Impact Wrestling
  - Impact Grand Championship (1 keer)
  - TNA World Heavyweight Championship (2 keer)
  - Bound for Glory Playoffs (2016)
  - Feast or Fired (2013 – World Tag Team Championship contract)
  - Feast or Fired (2018 – Pink Slip)
  - TNA Joker's Wild (2014)
  - TNA World Title Series (2016)
- WrestleCircus
  - WC Ringmaster Championship (1 keer)